# Montowanie
Montowanie – w systemach operacyjnych z rodziny Unix przyporządkowanie konkretnej partycji z systemem plików położenia w drzewie katalogów – zazwyczaj jest to katalog /mnt (lub /media) i w nim podkatalogi konkretnych urządzeń – co umożliwia korzystanie z systemu plików systemowi operacyjnemu i użytkownikowi.
Oprócz fizycznie istniejących partycji na lokalnym dysku twardym, w drzewie katalogów montować można:
- dyski w pamięci RAM
- dyski sieciowe
- urządzenia zwrotne (ang. loopback), które pozwalają np. na zamontowanie obrazu nośnika w standardzie ISO 9660
- dyski przenośne (np. dyski USB)
- nośniki zapisane w standardzie ISO 9660 (nie montuje się nośników zapisanych w trybie RAW, np. CD-Audio)
- dyskietki (nie montuje się ich do formatowania).

Wszystkie te urządzenia sterowane są w sposób niewidoczny dla użytkownika przez jądro systemu operacyjnego.
Operacją odwrotną do montowania jest odmontowanie.